# Tom Leezer
Tom Leezer (La Haya, 26 de diciembre de 1985) es un ciclista neerlandés que fue profesional entre 2005 y 2020, compitiendo durante trece años con el Team Jumbo-Visma y sus anteriores denominaciones.

## Palmarés
2003
- Gran Premio Bati-Metallo

2005
- 1 etapa del Tour de Thüringe

2007
- Triptyque des Monts et Châteaux, más 1 etapa
- 1 etapa del Tour de Olympia
- 1 etapa de la Vuelta a Navarra

2013
- 1 etapa del Tour de Langkawi

## Resultados en Grandes Vueltas y Campeonatos del Mundo
| Carrera         | Carrera         | 2005 | 2006 | 2007 | 2008 | 2009  | 2010 | 2011 | 2012 | 2013  | 2014  | 2015  | 2016 | 2017  | 2018  | 2019  | 2020 |
| --------------- | --------------- | ---- | ---- | ---- | ---- | ----- | ---- | ---- | ---- | ----- | ----- | ----- | ---- | ----- | ----- | ----- | ---- |
|                 | Giro de Italia  | —    | —    | —    | —    | —     | —    | —    | Ab.  | —     | —     | —     | —    | —     | —     | 119.º | —    |
|                 | Tour de Francia | —    | —    | —    | —    | —     | —    | —    | —    | 150.º | 133.º | 153.º | —    | 166.º | —     | —     | —    |
|                 | Vuelta a España | —    | —    | —    | —    | 129.º | —    | —    | —    | —     | —     | —     | —    | —     | 139.º | —     | —    |
| Mundial en Ruta | Mundial en Ruta | —    | —    | —    | —    | —     | —    | —    | —    | —     | —     | —     | 17.º | —     | —     | —     | —    |

—: no participa

Ab.: abandono

## Equipos
- Van Vliet-EBH-Advocaten (2005)
- Rabobank Continental (2006-2007)
- Rabobank/Blanco/Belkin/Lotto NL/Jumbo (2008-2020)
  - Rabobank (2008-2010)
  - Rabobank Cycling Team (2011-2012)
  - Blanco Pro Cycling (2013)[2]
  - Belkin-Pro Cycling Team (2013-2014)
  - Team Lotto NL-Jumbo (2015-2018)
  - Team Jumbo-Visma (2019-2020)